# منظمة تنمية نهر السنغال
منظمة تنمية نهر السنغال (باللغة الإنجليزية: Senegal River Basin Development Authority(OMVS)) هي منظمة تضم غينيا ومالي وموريتانيا والسنغال بغرض الإدارة المشتركة لنهر السنغال وحوض تصريف مياهه.
في عام 1963 أنشَِأت منظمة سابقة، وهي منظمة الدول النهرية لنهر السنغال، وضمت الدول الأربعة الحدودية - غينيا ومالي وموريتانيا والسنغال - لإدارة حوض تصريف نهر السنغال والنهر نفسه. حُلت هذه المنظمة عندما انسحبت غينيا بسبب التوترات السياسية وأنشأت الدول الثلاث المتبقية فيما بعد منظمة OMVS. عادت غينيا إلى المنظمة في عام 2006.
تهدف OMVS إلى تعزيز الاكتفاء الذاتي في مجال الأمن الغذائي، وتحسين دخل السكان المحليين، والحفاظ على النظم البيئية الطبيعية. يبلغ إجمالي عدد سكان المنطقة 35 مليون نسمة، يعيش 12 مليون منهم في حوض النهر، حيث تعتبر تغطية التدخل لمكافحة الملاريا من بين أدنى المعدلات في العالم.
حصلت منظمة تنمية نهر السنغال مؤخرًا على درجة عالية في المقارنة العالمية لمؤشرات التعاون في مجال المياه التي أعدتها مجموعة التفكير الاستراتيجي الدولية. حصلت المنظمة على درجة 91 في معدل التعاون في المجال المائي، والذي يفحص التعاون النشط من قبل البلدان النهرية في إدارة موارد المياه باستخدام 10 معايير، بما في ذلك الجوانب القانونية والسياسية والتقنية والبيئية والاقتصادية والمؤسسية. يُحسب المعدل على مقياس من 0 إلى 100، حيث يمثل الرقم 100 أفضل أداء. الأداء العالي في حاصل التعاون المائي يعني أيضًا انخفاض خطر الحرب بين الدول في الحوض النهري.

## روابط خارجية
- الموقع الرسمي للمنظمة. (باللغة الفرنسية)